# Fuego (piosenkarz)
Miguel Duran, pseud. Fuego (ur. 24 września 1981 w Waszyngtonie) – dominikański piosenkarz, autor tekstów, i kompozytor.

## Wczesne lata
Urodził się w 1981 w Waszyngtonie, a wychowywał się w Langley Park

## Dyskografia
Mixtape
- Demasiado Avanzado (2007)
- La Musica Del Futuro Vol.1 (2008)
- Amor y Fuego The Mixtape (2009)

Remiksy
- Sexy Chick (Hiszpański remix) (2009)
- So Hard (Merengue Remix) (2010)
- Que Buena Tu Ta featuring Serani (2010)
- She Loves Me Remix Serani featuring Fuego (2010)
- Que Buena tu ta DR Remix featuring Mozart La Para, Black Point, Sensato, Monkey Black, Los Pepes y Villanosam (2010)
- Cuando Cuando Es Jking y Maximan featuring Fuego (Merengue Remix) (2010)
- Oh Ma Ma (OMG) (2010)
- Stereo Love (Merengue Remix) (2010)
- Hold You (Merengue Remix) (2010)
- Hey Baby Rickylindo featuring Fuego (Merengue Remix) (2011)
- Sikaria (Mr Saxobeat) (2011)
- Nadie Lo Hace Como Tu (Tonight) (2011)
- Fuego's Room (Marvins Room Spanish Remix) (2011)
- Tomes El Control (Take over control Remix) Amara Feat. Fuego (2011)
- Ay Mami (Merengue Remix) Vakero Feat. Fuego (2011)
- Te Cuidare (Take care Merengue Remix) Feat. Amara "La Negra" (2011)
- Si Me Pego (Ai se eu te pego! Merengue Remix) (2012)

Albumy studyjne
- La Musica Del Futuro (2010)

Piosenki
- Me Gustan Todas (El Draft 2005) (2005)
- Vente Conmigo (Chosen Few II: El Documental) (2006)
- Hustlin Time featuring Rick Ross (Chosen Few III: The Movie) (2007)
- Dejalo Caer (Chosen Few III: The Movie) (2008)
- Perdon (Chosen Few III: The Movie) (2008)
- Mi Alma Se Muere (Chosen Few III: The Movie) (2008)
- Mi Alma Se Muere Remix featuring Pitbull & Omega "El Fuerte" (2008)
- That Paper (La Musica Del Futuro Vol.1) (2008)
- Como La Primera Vez (Amor y Fuego The Mixtape) (2009)
- Perdon (Bachata Version) (Amor y Fuego The Mixtape) (2009)
- La Fuerza featuring Necio y Ricky (Amor y Fuego The Mixtape) (2009)
- Que Linda (Amor y Fuego The Mixtape) (2009)
- Super Estrella featuring Omega "El Fuerte" (La Musica Del Futuro) (2009-2010)
- Que Buena tu ta featuring Deevani (La Musica Del Futuro) (2010)
- Ya Te Olvide (La Musica Del Futuro) (2010)
- Como Un Angel (La Musica Del Futuro) (2010)
- Mi Prisionera (La Musica Del Futuro) (2010)
- Lo Bombero (La Musica Del Futuro) (2010)
- Una Vaina Loca (Unreleased) (2011)
- VIP Fito Blanko featuring Fuego & El Cata (2011)
- Te Gusta El Sexo Rickylindo featuring Fuego & Optimo (2011)
- Cuando Te Veo (2011)
- Ponte Pa Mi featuring Rickylindo (2011)
- Dame un Beso featuring Jadiel (2011)
- Lo Que Quiero Amara featuring Fuego (2011)
- Bien Cerquita Bonka featuring Fuego (2011)
- Siente El Fire (2012)